# Kantoor voor Klanten
Kantoor voor Klanten, afkorting KVK, is een Belgisch bedrijf (een BVBA) gevestigd in Antwerpen, dat beweerdelijk een handelsregister aanlegt voor bedrijven. Om klanten binnen te halen krijgen Nederlandse ondernemers een aanbieding met aangehechte acceptgirokaart, die sprekend lijken op een factuur van de Nederlandse Kamer van Koophandel. Ook de website van Kantoor voor Klanten is een bedrieglijke reproductiel. De rekening geeft een ongeldig adres in Den Haag.
Volgens berichten in de media zouden inmiddels 1,4 miljoen van deze aanbiedingen verstuurd zijn. De databank van de Belgische Federale Opsporingsdienst Justitie geeft aan dat Kantoor voor Klanten op 12 september 2008 door een inwoner van het Nederlandse Hoogezand en een inwoner van het Antwerpse Deurne werd opgericht. Volgens dezelfde databank werd op 30 september een nieuwe zaakvoerder benoemd, een inwoner van Heerhugowaard.
De Kamer van Koophandel heeft aangifte gedaan tegen het Kantoor voor Klanten wegens oplichting. De Kamer van Koophandel is door de rechtbank in het gelijk gesteld, en de daders zijn hoofdelijk aansprakelijk gesteld. Een werknemer van postbedrijf Sandd die ontvangers van de post van Kantoor voor Klanten waarschuwde voor het bedrieglijke karakter ervan, werd op staande voet ontslagen door Sandd. Enkele weken later werd het ontslag teruggedraaid.